# SCANDAL WORLD TOUR 2020 "Kiss from the darkness" Livestream
『SCANDAL WORLD TOUR 2020"kiss from the darkness" Livestream』（スキャンダル ワールドツアー 2020 キスフロムザダークネス ライブストリーム）はSCANDALのライブビデオ。2020年11月18日、DVD、Blu-ray同時リリース。

## 概要
2020年に予定していたライブツアー「SCANDAL WORLD TOUR 2020"Kiss from the darkness"」が新型コロナウイルス感染拡大によって中止になったことに伴い行われた、SCANDALの無観客LIVEを収録。今回のライブ音源付きCDも収録されている。尚、この日はSCANDALの結成14周年当日に行われたものである。

## 収録内容
1. セラミックブルー
2. 最終兵器、君
3. 瞬間センチメンタル
4. 夜明けの流星群
5. 記念日
6. NEON TOWN ESCAPE
7. 下弦の月
8. Departure
9. ランドリーランドリー
10. ちいさなほのお
11. Fuzzy
12. FREEDOM FIGHTERS
13. Tonight
14. マスターピース
15. A.M.D.K.J
16. テイクミーアウト
17. Flashback No.5
18. SCANDAL BABY
19. 月

アンコール
1. Living in the city
2. SPICE

CD
DISC1
1. セラミックブルー
2. 最終兵器、君
3. 瞬間センチメンタル
4. 夜明けの流星群
5. 記念日
6. NEON TOWN ESCAPE
7. 下弦の月
8. Departure
9. ランドリーランドリー
10. ちいさなほのお

DISC2
1. Fuzzy
2. FREEDOM FIGHTERS
3. Tonight
4. マスターピース
5. A.M.D.K.J
6. テイクミーアウト
7. Flashback No.5
8. SCANDAL BABY
9. 月
10. Living in the city
11. SPICE